# Ново (у деревни Вашеевская, Пестяковский район)
Ново — опустевшая деревня в Пестяковском районе Ивановской области. Входит в состав Пестяковского сельского поселения.

## География
Находится в юго-восточной части Ивановской области на расстоянии приблизительно 11 км на запад по прямой от районного центра поселка Пестяки на левобережье реки Ландех.

## История
Деревня уже отмечалась на карте 1850 года (как Нова). В 1859 году здесь (тогда деревня в составе Гороховецкого уезда Владимирской губернии) было учтено 13 дворов.

## Население
Постоянное население составляло 55 человек (1859 год), 0 как в 2002 году, так и в 2010.